# أمريكانو كافيه
نبن
هذه القهوة المعروفة بأسم (Americano caffé) والتي تعني القهوة الأمريكية. تتم عملية إنتاجها بعملية تنقيط المياه الساخنة إلى اسبريسو

## الأصل التسمية
ان كلمة «امريكانو» تعني «أمريكا» تأتي من [الإيطالية] .. ومن البديهي والمعروف ان لفظة كافيه تعود إلى الغات [الفرنسية]و[الإيطالية] وبمعنى آخر تعود لبعض اللغات المستخدمة في [أوروبا الغربية] ..
و بهذا فإن اللفظة الشائعة لهذا النوع من القهوة تعني القهوة الأمريكية. وتستخدم بإسمها الأصلي في جميع لغات العالم تقريباً..
بن نسكافيه